# Soyou
Kang Ji-hyun (hangul: 강지현; nascida em 12 de fevereiro de 1992, mais conhecida pelo seu nome artístico Soyou (hangul: 소유), é uma cantora sul-coreana. Ela foi integrante do grupo feminino Sistar.

## Vida e carreira

### 1992-2010: Início da vida e começo de carreira
Soyou nasceu em 12 de fevereiro de 1992, em Jeju, Coreia do Sul. Antes de estrear, ela era uma cabeleireira licenciada e trabalhou em um salão de cabeleireiro. Soyou foi uma trainee da Cube Entertainment antes de estrear no Sistar e era originalmente suposto ela estrear como uma integrante do 4Minute. Soyou disse que ela não fez isso porque ela estava faltando habilidade em muitas maneiras. Ela originalmente iria ficar no lugar de Sohyun. Em vez disso, Soyou fez uma audição para a Starship Entertainment, cantando "On The Road" de Navi. Em junho de 2010, Soyou fez sua estréia como integrante do Sistar no Music Bank com seu single de estréia, "Push Push". O grupo obteve significante popularidade depois do lançamento do single "So Cool" em 2011.

### 2010-2017: Trilhas sonoras, colaborações edisbanddo Sistar
Em agosto de 2010, Soyou colaborou com Kan Jongwoo do J2 para a trilha sonora do drama Gloria. Em setembro, ela também cantou uma trilha sonora para o drama da MBC, Playful Kiss. A música é chamada "Should I Confess".
Em novembro de 2012, Soyou cantou um dueto com a dupla de hip-hop, Geeks. A canção "Officially Missing You, Too" é um remake da canção de Tamia do mesmo título. É parte do álbum de projeto do Geeks, Re; Code Episode 1. Ela também colaborou com os companheiros de empresa K.Will e Jeongmin do Boyfriend, para o lançamento do feriado anual da Starship Planet, intitulado "White Love"
Em julho de 2013, foi revelado que  Soyou apareceria na Star Spling Show Splash da MBC, juntamente com Yuri do Girls' Generation, Minho do SHINee e outros. Em setembro, foi revelado que Soyou junto com Mad Clown iriam lançar um dueto chamado "Stupid in Love" no dia 10.
Em fevereiro de 2014, foi revelado que Soyou e Junggigo iriam lançar um dueto chamado "Some".
Em janeiro de 2015, foi revelado que Soyou, juntamente com Honey Lee e Kim Jungmin, seriam os novos MCs do programa de dicas de beleza Get It Beauty. O primeiro episódio dos novos MCs foi ao ar em 4 de fevereiro de 2015.
Em 6 de fevereiro de 2017, foi revelado que a Soyou, juntamente com Baekhyun do EXO, iriam lançar um dueto em 14 de fevereiro chamado "It's Raining".
Em maio de 2017, o Sistar lançou seu último single "Lonely" e sofreu disband após sete anos juntas como um grupo. O grupo apresentou seus hits de verão de maior sucesso – "Touch My Body", "Shake It", "Loving U", "I Swear" e também sua última canção "Lonely" nos quatro maiores programas de música, antes de concluir seu cronograma no Inkigayo no dia 4 de junho de 2017 e sofrer disband oficialmente.
Em agosto de 2017, Soyou participou como a vocalista na canção "Right?" de Primary.

### 2017–presente: Debut Solo

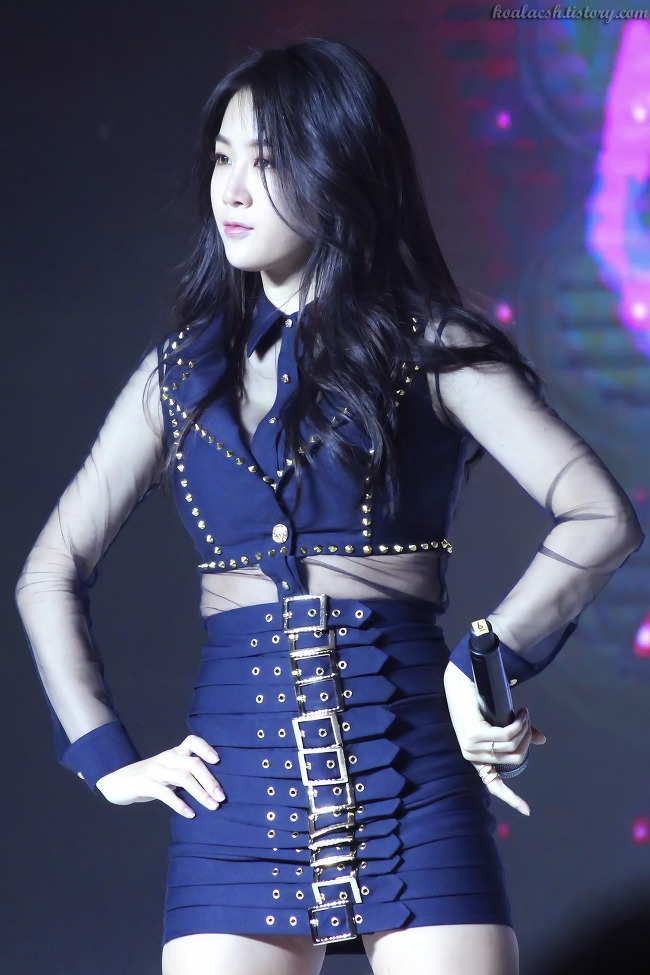
Soyou em abril de 2016

Depois do disband do Sistar em junho de 2017, Soyou debutou sua carreira solo sob a Starship Entertainment, lançando um remake do single The Blue Night of Jeju Island de Choi Sung-won no dia 7 de setembro. Ela participou da faixa "Let Me Hear You Say" do quarto álbum de K.Will (Part.1 Nonfiction b-side), lançada em 26 de setembro. Ela lançou uma faixa colaborativa titulada Monitor Girl" com Louie do Geeks no dia 26 de outubro, que foi sua segunda colaboração desde "Officially Missing You, Too" em 2012. No dia 16 de novembro, Soyou lançou "I Still" com Sung Si-kyung como faixa de pré-lançamento de seu próximo álbum solo. Em 28 de novembro, foi confirmado que a Soyou seria uma apresentadora do novo programa de beleza da JTBC de nome SoyouXHani's Beauty View, que foi ao ar no dia 28 de dezembro. No dia 13 de dezembro, Soyou lançou a primeira parte de seu álbum solo RE:BORN com o single "The Night" com participação da dupla de rappers Geeks e produzido por Primary.
Um ano e nove meses após seu último lançamento, Soyou lançou "Gotta Go" no dia 28 de junho de 2020. A canção é um reggaeton, canção de estilo dancehall e foi acompanhada de um vídeo musical, lançado através do canal do Youtube da Starship Entertainment.
Após oito meses, a Starship Entertainment anunciou que a Soyou está se preparando para seu próximo comeback do dia 11 de março de 2021. O novo single de Soyou, "Good Night My Love", foi supostamente escrito por Lee Hyori e composto por Babylon.

## Discografia

### EP
| Title    | Details                                                                                                   | Peak chart positions | Sales        |
| Title    | Details                                                                                                   | KOR                  | Sales        |
| -------- | --- | -------------------- | ------------ |
| Re:Born  | - Lançamento: 13 de dezembro de 2017 - Gravadora: Starship Entertainment - Formatos: CD, digital download | 19                   | * KOR: 2,352 |
| Re:Fresh | - Lançamento: 4 de outubro de 2018 - Gravadora: Starship Entertainment - Formatos: CD, digital download   | 19                   | - KOR: 1,870 |

### Singles

#### Como artista principal
| Título | Ano  | Posições | Posições | Vendas          | Álbum            |
| Título | Ano  | KOR      | KOR Hot  | Vendas          | Álbum            |
| --- | ---- | -------- | -------- | --------------- | ---------------- |
| "Blue Nights of Jeju Island" | 2017 | —        | —        | —               | Single sem álbum |
| "The Night" (feat. Geeks) (Prod. By Primary) | 2017 | 23       | 32       | - KOR: 103,392+ | Re:Born          |
| "My Blossom" | 2018 | 50       | —        | —               | Single sem álbum |
| "All Night" | 2018 | 59       | —        | —               | Re:Fresh         |
| "Gotta Go" | 2020 | 157      | —        | —               | Single sem álbum |
| "Good Night My Love" (잘자요내사랑) | 2021 | ASA      | ASA      | ASA             | Single sem álbum |
| "—" indica lançamentos que não figuraram nas paradas ou não foram lançados nessa região. Nota: A Korea K-Pop Hot 100 da Billboard teve início em agosto de 2011 e foi descontinuada em julho de 2014. |      |          |          |                 |                  |

#### Como Artista Convidada
| Título                                                                                   | Ano  | Posições | Vendas | Álbum             |
| Título                                                                                   | Ano  | KOR      | Vendas | Álbum             |
| ---------------------------------------------------------------------------------------- | ---- | -------- | ------ | ----------------- |
| "Right" (Primary feat. Soyou)                                                            | 2017 | —        | —      | Single sem álbum  |
| "Let Me Hear You Say" (미필적 고의) (K.Will feat. Soyou)                                 | 2017 | —        | —      | Part.1 Nonfiction |
| "Forever Yours" (Key feat. Soyou)                                                        | 2018 | —        | —      | Face              |
| "Walking" (걷는중) (DinDin (rapper) featuring Soyou)                                     | 2020 | —        | —      | Single sem álbum  |
| "—" indica lançamentos que não figuraram nas paradas ou não foram lançados nessa região. |      |          |        |                   |

### Colaborações
| Título | Ano  | Posições | Posições | Vendas            | Álbum                       |
| Título | Ano  | KOR      | KOR Hot  | Vendas            | Álbum                       |
| --- | ---- | -------- | -------- | ----------------- | --------------------------- |
| "Officially Missing You, Too" (com Geeks) | 2012 | 2        | 2        | - KOR: 2,971,434+ | Re;code                     |
| "White Love" (하얀 설레임) (com K.Will e Jeongmin do Boyfriend) | 2012 | 6        | 7        | - KOR: 818,220+   | Starship Planet             |
| "Goodbye" (com Hong Dae-kwang) | 2013 | 10       | 8        | - KOR: 546,346+   | Single sem álbum            |
| "Stupid in Love" (착해 빠졌어) (com Mad Clown) | 2013 | 1        | 1        | - KOR: 1,991,920+ | Single sem álbum            |
| "Some" (썸) (com Junggigo feat. Lil Boi do Geeks ) | 2014 | 1        | 1        | - KOR: 2,898,043+ | Single sem álbum            |
| "The Space Between" (틈) (com Kwon Sunil do Urban Zakapa e Park Yongin | 2014 | 2        | —        | - KOR: 1,035,053+ | Single sem álbum            |
| "Pillow" (팔베개) (com Giriboy feat. Kihyun) | 2015 | 5        | —        | - KOR: 768,684+   | NO.MERCY Pt. 2              |
| "Lean on Me" (어깨) (com Kwon Jeongyeol de 10cm ) | 2015 | 2        | —        | - KOR: 1,307,880+ | Single sem álbum            |
| "Runnin'" (우리 둘) (com Henry) | 2016 | —        | —        | - KOR: 30,801+    | S.M. Station Season 1       |
| "Love Is One More Than Farewell" (사랑은 이별보다 하나가 많아) (com Junggigo) | 2016 | 28       | —        | - KOR: 67,070+    | Inkigayo Music Crush Part.3 |
| "Rain" (비가와) (com Baekhyun) | 2017 | 2        | —        | - KOR: 839,663    | Non-album singles           |
| "Perfect" (완벽해) (com Letter Flow) | 2017 | —        | —        | - KOR: 16,816+    | Non-album singles           |
| "Monitory Girl" (com Louie do Geeks) | 2017 | —        | —        | —                 | Non-album singles           |
| "I Still" (com Sung Si-kyung) | 2017 | 6        | 10       | - KOR: 389,115+   | Part.1 RE:BORN              |
| "All Night" (까만밤) (com Sik-K) | 2018 | 72       | —        | —                 | Part.2 RE:FRESH             |
| "Rain Drop" (비가 오잖아) (com OVAN) | 2019 | 19       | —        | —                 | Single sem álbum            |
| "Begginning" (시작할까) com Rain) | 2019 | 94       | —        | —                 | The Love Of Autumn          |
| "On the Road" (길에서) (com Jukjae) | 2019 | 131      | —        | —                 | X-Mas Project Vol. 1        |
| "Zero:Attitude" (com Iz*One feat. pH-1) | 2021 | 119      | —        | —                 | Single sem álbum            |
| "—" indica lançamentos que não figuraram nas paradas ou não foram lançados nessa região. Nota: A Korea K-Pop Hot 100 da Billboard teve início em agosto de 2011 e foi descontinuada em julho de 2014. |      |          |          |                   |                             |

### Aparições em trilhas sonoras
| Título | Ano  | Posições | Posições | Posições | Vendas            | Álbum                        |
| Título | Ano  | KOR      | KOR Hot  | PHL      | Vendas            | Álbum                        |
| --- | ---- | -------- | -------- | -------- | ----------------- | ---------------------------- |
| "It's Okay" (com Woo) | 2010 | —        | —        | —        | —                 | Gloria OST                   |
| "Should I Confess" | 2010 | —        | —        | —        | —                 | Playful Kiss OST             |
| "Once More" (한번만) | 2014 | 11       | 8        | —        | - KOR: 492,400+   | Empress Ki OST               |
| "Diamond" | 2014 | —        | —        | —        | KOR: 37,005+      | The Snow Queen 2 OST         |
| "You Don't Know Me" (모르나봐) (com Brother Su) | 2015 | 4        | —        | —        | - KOR: 914,444+   | She Was Pretty OST           |
| "Tell Me" (내게 말해줘) | 2016 | 41       | —        | —        | - KOR: 125,029+   | Lucky Romance OST            |
| "No Sleep" (잠은 다 잤나봐요) (com Yoo Seung-woo) | 2016 | 5        | —        | —        | - KOR: 554,277 +  | Love in the Moonlight OST    |
| "I Miss You" | 2016 | 5        | —        | 39       | - KOR: 1,253,414+ | Goblin OST                   |
| "Silence" | 2018 | —        | —        | —        | —                 | Life OST                     |
| "Missing You" | 2018 | —        | —        | —        | —                 | The Third Charm OST          |
| "Good To Be With You" (괜찮나요) | 2019 | —        | —        | —        | —                 | When the Camellia Blooms OST |
| "Before Sunrise (Prod. Kiggen)" | 2020 | —        | —        | —        | —                 | Traveler – Argentina OST     |
| "Goodbye" | 2020 | —        | —        | —        | —                 | Oh My Baby OST               |
| "The Only One" (하나면 돼요) | 2020 | —        | —        |          | —                 | 18 Again OST                 |
| "Puzzle" (com Park Woo-jin (AB6IX)) | 2021 | —        | —        | —        | —                 | Mr. Queen OST                |
| "—" indica lançamentos que não figuraram nas paradas ou não foram lançados nessa região. *Nota: A Korea K-Pop Hot 100 da Billboard teve início em agosto de 2011 e foi descontinuada em julho de 2014. *O Philippine Hot 100 Billboard teve início no dia 12 de junho de 2017. |      |          |          |          |                   |                              |

## Filmografia

### Programas de variedade
| Ano  | Título                           | Network     | Notas                                            | Episódio                       |
| ---- | -------------------------------- | ----------- | ------------------------------------------------ | ------------------------------ |
| 2012 | Running Man                      | SBS         | Ela mesma                                        | Ep. 95                         |
| 2013 | Shinhwa Broadcast                | JTBC        | Ela mesma                                        | ep 45 & 46                     |
| 2013 | M! Countdown                     | Mnet        | Apresentadora                                    | 10 de janeiro e 7 de fevereiro |
| 2014 | Wishing Star                     | MBC Every 1 | Co-apresentadora                                 |                                |
| 2014 | Running Man                      | SBS         | Ela mesma                                        | Ep. 210                        |
| 2015 | Get It Beauty                    | OnStyle     | Apresentadora                                    | Ep. 1–27, 31–32, 35, 37        |
| 2016 | The Nations' Big Three           | SBS         | membro regular                                   | Ep. 52–61                      |
| 2017 | Law of the Jungle in New Zealand | SBS         | Ela mesma                                        | Ep. 270–273                    |
| 2018 | Produce 48                       | Mnet        | Treinadora vocal                                 |                                |
| 2019 | Produce X 101                    | Mnet        | Treinadora vocal especial                        | Ep. 1–2                        |
| 2019 | Matching Survival 1+1            | KBS2        | Apresentadora com Lee Soo-geun, Kim Heechul, P.O |                                |
| 2019 | The Call                         | Mnet        | Membro regular                                   | Ep. 1–10                       |
| 2020 | Yacht Expedition: The Beginning  | MBC Every1  | Membro regular                                   |                                |

### Videoclipes
| Título                          | Ano  | Director(es)  | Ref.   |
| ------------------------------- | ---- | ------------- | ------ |
| "Officially Missing You, Too"   | 2012 | Desconhecido  | —      |
| "White Love"                    | 2012 | Yang Junghun  | [ 52 ] |
| "Stupid in Love"                | 2013 | Digipedi      | [ 53 ] |
| "Some"                          | 2014 | Zanybros      | —      |
| "The Space Between"             | 2014 | Zanybros      | —      |
| "Diamond"                       | 2014 | BSPictures    | —      |
| "Lean on Me"                    | 2015 | BSPictures    | —      |
| "Runnin'"                       | 2016 | Tiger Cave    | [ 54 ] |
| "Rain"                          | 2017 | Mustache Film | [ 55 ] |
| "The Blue Night of Jeju Island" | 2017 | Desconhecido  | —      |
| "I Still"                       | 2017 | BTS Film      | [ 56 ] |
| "The Night"                     | 2017 | Lumpens       | [ 57 ] |
| "Grown Up"                      | 2018 | Desconhecido  | —      |
| "All Night"                     | 2018 | Tiger Cave    | —      |
| "Bangkok"                       | 2019 | Desconhecido  | —      |
| "Gotta Go"                      | 2020 | HQF           | [ 58 ] |
| "Good Night MY LOVE"            | 2021 | Negativ       | —      |

### Aparição em Videoclipes
| Ano  | Título         | Artista         | Papel                            |
| ---- | -------------- | --------------- | -------------------------------- |
| 2011 | "Pink Romance" | Starship Planet | ela mesma                        |
| 2013 | "Snow Candy"   | Starship Planet | ela mesma                        |
| 2014 | "Day 1"        | K.Will          | papel principal com Park Min-Woo |
| 2014 | "Love Is You"  | Starship Planet | ela mesma                        |

## Prêmios e indicações
| Cerimonia de premiação                  | Ano  | Categoria                              | Trabalho indicado                  | Resultado |
| --------------------------------------- | ---- | -------------------------------------- | ---------------------------------- | --------- |
| Apan Star Awards                        | 2020 | Women's Solo Popularity Award          | Soyou                              | Indicado  |
| Gaon Chart Music Awards                 | 2013 | Artist of the Year - Setembro          | Stupid in Love (com Mad Clown)     | Venceu    |
| Gaon Chart Music Awards                 | 2014 | Song of the Year - Fevereiro           | Some (com Junggigo)                | Venceu    |
| Gaon Chart Music Awards                 | 2014 | Long-Run Song of the Year              | Some (com Junggigo)                | Venceu    |
| Golden Disc Awards                      | 2015 | Digital Bonsang                        | Some (com Junggigo)                | Venceu    |
| Golden Disc Awards                      | 2015 | Trend of the Year                      | Some (com Junggigo)                | Venceu    |
| Korea Drama Awards                      | 2016 | Best Original Soundtrack               | "Tell Me" - Lucky Romance OST      | Indicado  |
| Korea First Brand Awards                | 2019 | Best Female Solo Singer                | Soyou                              | Venceu    |
| Korea First Brand Awards                | 2019 | Best Female Entertainer                | Soyou                              | Indicado  |
| Korean Music Awards                     | 2015 | Song of the Year                       | Some (com Junggigo)                | Venceu    |
| Korean Music Awards                     | 2015 | Best Pop Song                          | Some (com Junggigo)                | Venceu    |
| Korean Music Awards                     | 2015 | Group Musician of the Year             | Soyou (com Junggigo)               | Indicado  |
| Melon Music Awards                      | 2014 | Best R&B/Soul Award                    | Some (com Junggigo)                | Indicado  |
| Melon Music Awards                      | 2014 | Hot Trend Award                        | Some (com Junggigo)                | Venceu    |
| Melon Music Awards                      | 2014 | Song of the Year                       | Some (com Junggigo)                | Indicado  |
| Melon Music Awards                      | 2017 | Top 10 Artist                          | Soyou                              | Indicado  |
| Melon Music Awards                      | 2018 | Hot Trend Award                        | "I Still" (com Sung Si-kyung)      | Indicado  |
| Mnet Asian Music Awards                 | 2014 | Best Collaboration                     | Some (com Junggigo)                | Venceu    |
| Mnet Asian Music Awards                 | 2014 | UnionPay Song of the Year              | Some (com Junggigo)                | Indicado  |
| Mnet Asian Music Awards                 | 2015 | Best Collaboration                     | "Lean on Me" (com Kwon Jeong-yeol) | Indicado  |
| Mnet Asian Music Awards                 | 2015 | UnionPay Song of the Year              | "Lean on Me" (com Kwon Jeong-yeol) | Indicado  |
| Mnet Asian Music Awards                 | 2017 | Best Collaboration                     | Rain (com Baekhyun)                | Indicado  |
| Mnet Asian Music Awards                 | 2017 | Song of the Year                       | Rain (com Baekhyun)                | Indicado  |
| Mnet Asian Music Awards                 | 2019 | Best Collaboration                     | "Rain Drop" (com Ovan)             | Indicado  |
| SBS Gayo Daejun                         | 2014 | Best Song                              | Some (com Junggigo)                | Venceu    |
| Seoul International Drama Awards        | 2014 | Outstanding Korean Drama OST           | "Once More" — Empress Ki OST       | Indicado  |
| Seoul International Youth Film Festival | 2014 | Best OST by a Female Artist            | "Once More" — Empress Ki OST       | Indicado  |
| Seoul Music Awards                      | 2015 | Record of the Year in Digital Release  | Some (com Junggigo)                | Venceu    |
| Style Icon Awards                       | 2014 | The Voice that Flirted with the Nation | Soyou                              | Venceu    |
| World Music Awards                      | 2014 | World's Best Song                      | Some (com Junggigo)                | Indicado  |
| World Music Awards                      | 2014 | World's Best Video                     | Some (com Junggigo)                | Indicado  |
| World Music Awards                      | 2014 | World's Best Group                     | Soyou (com Junggigo)               | Indicado  |
| World Music Awards                      | 2014 | World's Best Live Act                  | Soyou (com Junggigo)               | Indicado  |